# Hrtkovci
Hrtkovci (en serbe cyrillique : Хртковци) est une localité de Serbie située dans la province autonome de Voïvodine. Elle fait partie de la municipalité de Ruma, dans le district de Syrmie (Srem). Au recensement de 2011, elle comptait 3 036 habitants.
Hrtkovci, officiellement classé parmi les villages de Serbie, est une communauté locale, c'est-à-dire une subdivision administrative de la municipalité de Ruma.

## Géographie

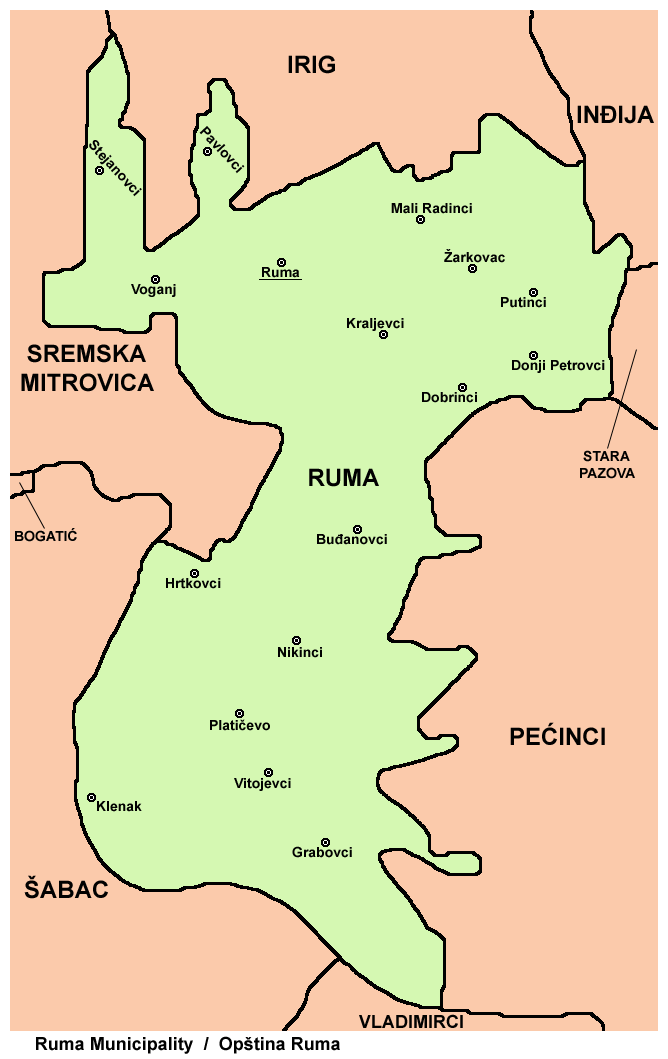
Localisation de Hrtkovci dans la municipalité de Ruma

Hrtkovci se trouve dans la région de Syrmie, sur la rive gauche de la Save, un affluent du Danube. Le village est situé sur la route nationale M-21, qui conduit de Novi Sad jusqu'à Šabac en passant par Irig et Ruma.

## Préhistoire
Sur le territoire de Hrtkovci se trouve le site préhistorique de Gomolava. Y ont été découvertes deux tombes caractéristiques de la culture de Bosut, remontant au IXe siècle av. J.-C., ainsi que de la poterie datant de 3000 av. J.-C. et caractéristique de la culture de Vučedol. En raison de son importance, Gomolava est inscrit sur la liste des sites archéologiques d'importance exceptionnelle de la République de Serbie.

## Démographie
Vers le milieu du XIXe siècle, le village était habité par les Clémentins, une communauté d'origine albanaise.

### Évolution historique de la population
| 1948  | 1953  | 1961  | 1971  | 1981  | 1991  | 2002  | 2011  |
| ----- | ----- | ----- | ----- | ----- | ----- | ----- | ----- |
| 2 800 | 3 195 | 3 265 | 3 102 | 2 855 | 2 684 | 3 428 | 3 036 |

|  |

### Données de 2002
Pyramide des âges (2002)
En 2002, l'âge moyen de la population était de 38,5 ans pour les hommes et 42 ans pour les femmes.
Répartition de la population par nationalités (2002)
En 2002, les Serbes représentaient 69,9 % de la population ; le village abritait notamment des minorités hongroises (9 %) et croates (7,4 %).

## Économie

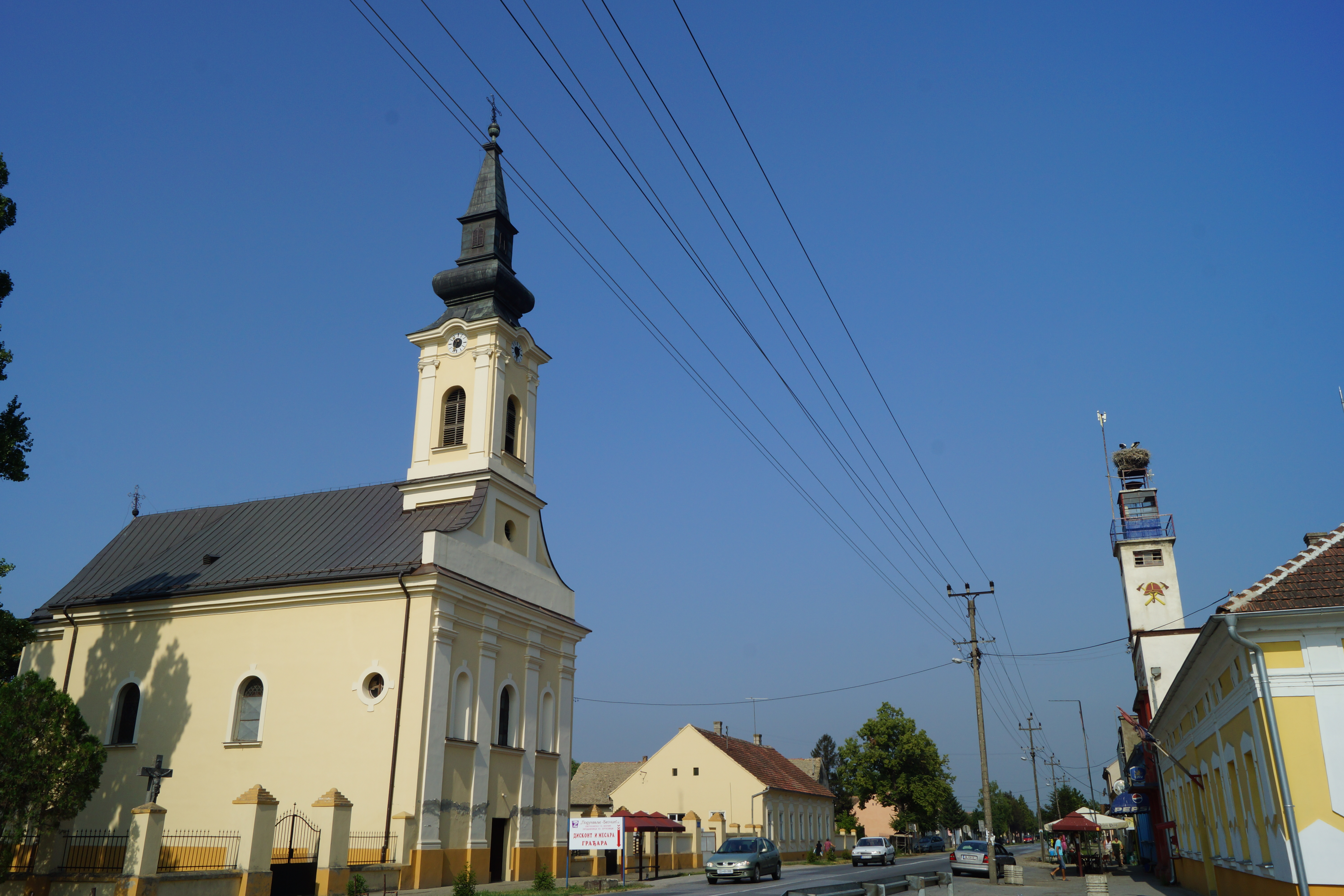
L'église catholique Saint-Clément de Hrtkovci

### Données de 2011
En 2011, l'âge moyen de la population était de 43,7 ans, 42,1 ans pour les hommes et 45,3 ans pour les femmes.

## Tourisme
L'église catholique Saint-Clément de Hrtkovci a été construite en 1824. Elle est inscrite sur la liste des monuments culturels de grande importance de la République de Serbie.